# Кліщеєв Леонід Іванович
Леоні́д Іва́нович Кліще́єв (рос. Клещеев Леонид Иванович; нар. 1893, Росія — пом. 1933, Донецьк) — російський і український театральний режисер-експериментатор, художник, педагог, актор. Член Російського театрального товариства.

## Життєпис
Розпочав свою сценічну діяльність 1910 року у трупах В. Ф. Комісаржевської (1912—1915), К. М. Незлобіна (1915—1918).
1921 — працює в Державному українському театрі в Москві.
1922—1923 — керівник української групи Московського театру «Золотий півень».
В середині 1920-х років заявив про себе в Україні як активний експериментатор, близький до авангардного театру.
1925—1927 років очолював Державний драматичний театр імені Шевченка, який на той час був пересувним і базувався у Полтаві. Оскільки кращі часи театру були в минулому, Л. Кліщеєв намагався його реабілітувати через новітнє революційне театральне мислення.
У зв'язку з цим він планував представити глядачеві нову осучаснену версію «Наталки Полтавки» І. Котляревського і з цього приводу заявляв: «„Відновлення“ — ось гасло нашого театру на наступний зимовий сезон. Під ним ми почали свою підготовчу роботу… Закінчуємо роботу над „Наталкою Полтавкою“, котрою театр фіксує стан ідеологічної роботи, намічений ще літом в колективі експериментально-режисерською лабораторією „шевченківців“. Експериментальний шлях в розвитку напрямку театру в біжучому сезоні не буде великим з ряду причин».
Та 1927 року він був звільнений з театру і опинився у Харкові в Червонозаводському театрі, який очолювався О. Загаровим. Саме тут, після таких революційних прем'єр, як «Розлом» Б. Лавреньова, Л. Кліщеєв повертається до драматургії Ю. О'Ніла і ставить всесвітньо відому п'єсу «Кохання під берестами».
1930 року створює пересувний театр «Лівобережна українська держдрама» (ЛУД) у місті Миколаєві.
1932—1933 — працює в Донецькій держдрамі, викладає в театральній студії.
1932 запрошувався до постановок в Білорусі.
За спогадами актриси і його учениці Віри Слаболіцької, Леонід Іванович Кліщеєв пішов з життя після важкої операції 1933 року, що стало шоком для його учнів в театральній студії і колег по Донецькому театру. В інших джерелах називаються різні варіанти дати смерті Л. Кліщеєва.

## Ролі
- «Війна» М. П. Арцибашева
- «Псиша» Ю. Д. Бєляєва
- «Васса Желєзнова» і «Вороги» М. Горького
- «Ідіот» за Ф. М. Достоєвським
- «Витівки Скапена» и «Тартюф» Ж.-Б. Мольєра
- «Діти Ванюшина» С. О. Найдьонова
- «Без вини винні», «Вовки і вівці», «Гаряче серце» і «Остання жертва» О. М. Островського

## Постановки
- «Анна Крісті» Ю. О'Ніла (1925), реж. Л. Кліщеєв, театр ім. Т. Шевченка, Полтава.
- «Наталка Полтавка» І. Котляревського (1926), реж. Л. Кліщеєв, театр ім. Т. Шевченка, Полтава.
- «Мандат» М. Ердмана (1926), реж. Л. Кліщеєв, худ. М. Невідомський, театр ім. Т. Шевченка, Полтава.
- «Кохання під берестами» Ю. О'Ніла (1927), реж. Л. Кліщеєв, худ. Ю. Магнер, Червонозаводський театр.
- «Розлом» Б. Лавреньова (2.02.1928), реж. Л. Кліщеєв, худ. А. Босулаєв, Червонозаводський театр.
- «Княжна Вікторія» Я. Мамонтова.
- «Кадри» І. Микитенка (1930, перша постановка в Україні). Лівобережна українська держдрама, Миколаїв.
- «Весна» М. К. Ільїнського[4] (1932). Другий білоруський державний театр (нині — Національний академічний драматичний театр імені Якуба Коласа).

## Художні роботи
- Ескіз декорації до спектаклю «Наталка Полтавка» (зберігся)